# Алессандро, Кайл
Кайл Алессандро Хелгесен Вийалобос (норв. Kyle Alessandro Helgesen Villalobos, род. 10 марта 2006, Левангер, Норвегия) – норвежский певец. Представитель Норвегии на конкурсе Евровидение-2025 в Базеле с песней «Lighter» в финале занял 18 место.

## Биография
Кайл Алессандро родом из Стейнхьера и в 2017 году в возрасте десяти лет принял участие в кастинге Norske Talenter, который транслировался на TV 2. Затем он появился в таких телешоу, как Allsang på grensen, выпустил несколько синглов и дебютный студийный альбом Første kapittel.
На Melodi Grand Prix 2023, норвежском отборочном туре к конкурсу Евровидение-2023, Кайл Алессандро выступил вместе с Кристианом Хауксом и Магнусом Винджумом в рамках коллективного проекта Umami Tsunami. Группа прошла в финал с песней Geronimo, в котором заняла последнее место.
В 2025 году вновь принял участие в Melodi Grand Prix в качестве сольного артиста с песней «Lighter».
Заняв первое место по результатам отбора, получил право представлять Норвегию на Евровидении-2025 в швейцарском Базеле.

## Дискография

### Студийные альбомы
- 2017: Første kapittel
- 2023: Evig & alltid

### Синглы
- 2017: «Din sang»
- 2017: «Boomerang»
- 2018: «Som du e»
- 2018: «Dødskul»
- 2018: «Señorita»
- 2018: «Hoodie»
- 2019: «Fly med meg»
- 2019: «Hun er forelska i lærer’n»
- 2019: «Mi Corazón»
- 2022: «Solo»
- 2023: «Geronimo»
- 2024: «Rodeo»
- 2024: «Loyal»
- 2024: «Pulse»
- 2024: «Kommer du?»
- 2025: «Lighter»